# Pierre Alot

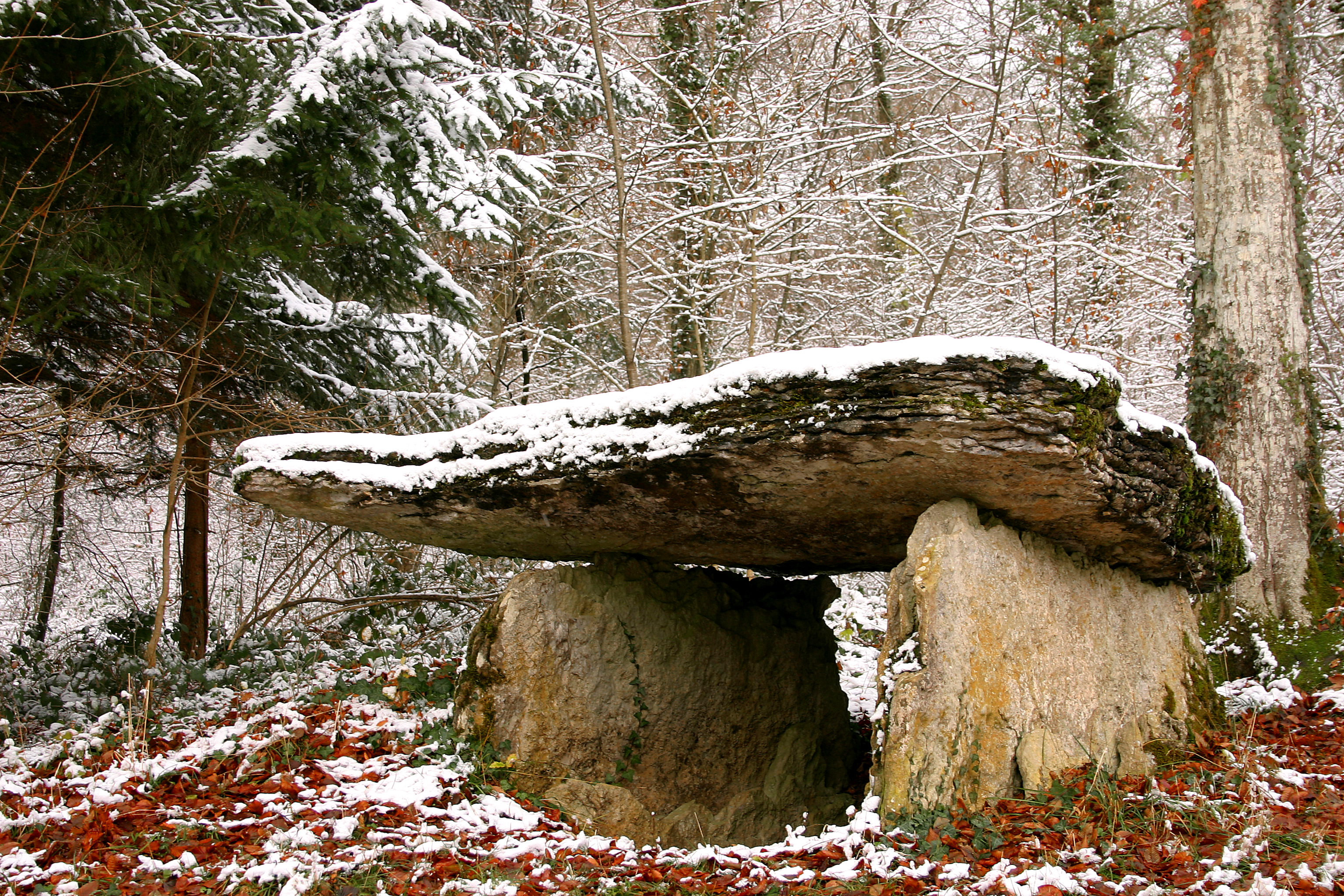
Pierre Alot

Pierre Alot – dolmen neolityczny znajdujący się w gminie Vitry-lès-Nogent we francuskim departamencie Górna Marna. Od 1889 roku wpisany na listę zabytków monument historique.
Wysoki na 1,20 m dolmen składa się z ważącego prawie 9 ton głazu stropowego o długości 2,5 m i szerokości 3 m, wspartego na dwóch kamieniach nośnych. Wewnątrz skrywa komnatę grobową o wymiarach 1×2 m, z wejściem wychodzącym w kierunku południowym.